# Richa Sharma
Richa Sharma (Faridabad, 29 de agosto de 1974) es una cantante de playback o reproducción india, también intÉrprete de música devocional. En 2006, interpretó sus canciones en el Bollywood, con la canción titulada bidaai, para el cine Baabul (2006).

## Biografía
Richa Sharma nació el 29 de agosto de 1972, en el NH 2 de Faridabad (en Haryana). Es la más joven de siete hermanos. Sus padre es Pandit Daya Shankar Upadhyaya (un brahmán o sacerdote hinduista) y su madre Manorma Devi, quien le enseñó a Richa el arte de interpretar géneros musicales como los bhayans y en particular el Mata Ke Jagran, que se hizo popular cuando ella era más pequeña.

## Carrera
Richa Sharma cuando tenía unos ocho años fue invitada para cantar antes de las congregaciones religiosas alrededor de Nueva Delhi. Se inscribió al evento musical denominado Mahavidyalaya Gandharva.
Bajo la tutela de Pandit Aaskaran Sharma, Richa pasó a tener una formación adecuada en la música clásica de la India. Ella fue incorporada al Ghazals, que consiste de interpretar canciones de películas en Punjabi y del Rajastán, que es un repertorio musical, con lo que su voz llegó a obtener una variedad de sonidos.
Mientras que la música estaba en su apogeo en la vida de Richa, tuvo que sacrificar su educación académica. En 1994, Richa se mudó a Mumbai.

## Premios
- Bollywood Movie Award para el  Mejor Cantante Femenina 2003 - Mahi VE (Kaante)
- Zee Cine Premio para la Mujer Mejor Cantante 2011 Song Sajda My Name is Khan

## Televisión
- Ella fue la concursante en el NDTV Imagine reality show de canto 'Dhoom Macha De
- Ella fue sede de la siempre popular Antakshari con Anu Kapoor de Zee TV. Exuberancia Richa y el estilo de tierra de conducir el programa atrajo mucho la atención. Ella recibió la demostración durante casi un año antes de terminar una exitosa carrera en televisión.
- Ella apareció en el reality show de canto Jo Jeeta Wohi Super Star como juez invitado.
- Ella también apperead en el reality show cantando Indian Idol como cantante invitado.
- Ella también apperead en el reality show cantando Sa Re Ga Ma Pa Cantar Superstar como cantante invitado.
- Ella también apareció en Sai Baba: Maalik Ek Sue Anek 2011 salió al aire en STAR ONE

## Filmografía
- Padmavaat (2018)
- Miley Naa Miley Hum
- U R My Jaan
- Singham
- Thank You (2011)
- Patiala House (2011)
- Phas Gaye Re Obama (2010)
- Action Replayy (2010)
- Hello Darling (2010)
- Mr. Singh Mrs. Mehta (2010)
- Ek Second... Jo Zindagi Badal De? (2010)
- Sadiyaan (2010)
- My Name Is Khan (2010)
- Dekh Re Dekh (2009)
- Suno Na... Ek Nanhi Aawaz (2009)
- Jugaad (2009)
- Zindagi Tere Naam (2008)
- Chamku (2008)
- Jannat (2008)
- Pranali (2008)
- Bhram (2008)
- Aaja Nachle (2007)
- Dhan Dhana Dhan Goal (2007)
- Om Shanti Om (2007)
- Saawariya (2007)
- Manorama Six Feet Under (2007)
- Water (2007)
- Baabul (2006)
- Umrao Jaan (2006)
- Mera Dil Leke Dekkho (2006)
- Tom Dick And Harry (2006)
- Pyare Mohan (2006)
- Souten (2006)
- Manoranjan (2006)
- Vishwaas - The Power Of Faith (2005)
- Mangal Pandey - The Rising (2005)
- Nishaan - The Target (2005)
- Kaal (2005)
- Sheesha (2005)
- Vanity Fair (2004)
- Musafir (2004)
- Inteqam (2004)
- Let'S Enjoy (2004)
- Popcorn Khao Mast Ho Jao (2004)
- Chot (2004)
- Police Force (2004)
- Run (2004)
- Kismat (2004)
- Rudraksh (2004)
- Woh Tera Naam Tha (2004)
- Khakee (2004)
- Aanch (2003)
- Kal Ho Naa Ho (2003)
- Baghban (2003)
- Kuch Naa Kaho (2003)
- Hungama (2003)
- Haasil (2003)
- Kaante (2002)
- Saathiya (2002)
- Soch (2002)
- Ab Ke Baras (2002)
- Deewaanapan (2001)
- Indian (2001)
- Lajja (2001)
- Rahul (2001)
- Farz (2001)
- Zubeidaa (2001)
- Hera Pheri (2000)
- Tarkieb (2000)
- Hari-Bhari: Fertility (2000)
- Taal (1999)
- Salma Pe Dil Aa Gaya (1997)